# Serrat del Molló
El Serrat del Molló és una muntanya de 1.178 metres que es troba entre els municipis de Borredà al Berguedà i les Llosses al Ripollès.